# برندون لی (بازیگر پورنوگرافی)
برندون لی (انگلیسی: Brandon Lee؛ زاده) یک بازیگر پورنوگرافی است.